# John Clawson
John Richard Clawson (Duluth, 15 de maio de 1944) é um ex-basquetebolista e advogado estadunidense. Atuava como armador e integrou a seleção estadunidense que conquistou a medalha de ouro nos XIX Jogos Olímpicos de Verão realizados na Cidade do México em 1968 e nos V Jogos Pan Americanos de Winnipeg em 1967.